# Sterling Brown
Sterling Allen Brown (Washington, 1º maggio 1901 – Washington, 13 gennaio 1989) è stato uno scrittore, poeta e critico letterario statunitense. Era interessato prevalentemente alla cultura nera del Sud degli Stati Uniti d'America.

## Biografia

### Primi anni
Brown nacque nel campus della Howard University a Washington. Suo padre, Sterling N. Brown, un ex schiavo, era professore alla Howard University Divinity School. La madre, Grace Adelaide Brown, ha insegnato nelle scuole pubbliche del Distretto di Columbia per oltre cinquant'anni. Brown studiò alla Dunbar High School e si diplomò come il migliore degli studenti. Ricevette una borsa di studio per poter frequentare il Williams College. Dopo essersi laureato nel 1922, continuò gli studi ad Harvard conseguendo un master l'anno successivo.
Lo stesso anno, divenne insegnante di inglese al Virginia Theological Seminary, impiego che avrebbe mantenuto per i tre anni successivi. Nel 1927 sposò Daisy Turnbull con la quale ebbe due figli.

### Carriera accademica
Brown iniziò la sua carriera di insegnante con incarichi in diverse università, tra cui la Lincoln University e la Fisk University, prima di ritornare alla Howard University nel 1929 dove insegnò per quarant'anni. Insegnò e scrisse della letteratura afroamericana e del suo folklore, diventando un pioniere di tale genere. Era molto conosciuto anche per il suo modo di presentare ai suoi studenti delle nozioni di jazz, che insieme al blues e agli spiritual era una componente della sua poetica.
Oltre alla carriera all'università, Brown era professore anche al Vassar College, alla New York University, alla Atlanta University e a Yale.
Kwame Ture, Kwame Nkrumah, Thomas Sowell, Ossie Davis e Amiri Baraka sono alcuni dei suoi allievi più celebri.
Nel 1969 Brown si ritirò dall'insegnamento per dedicarsi completamente alla poesia. È morto di leucemia nel 1989.

### Carriera letteraria
Nel 1933 Brown pubblicò il suo primo libro di poesie, Southern Road. Era una raccolta di poesie con temi rurali che trattavano le semplici vite del popolo povero, campagnolo e di colore. Nonostante il successo del libro, fece molta fatica a trovare un editore per la sua opera successiva, No Hiding Place.
I suoi lavori furono influenzati nel contenuto, nella forma e nella cadenza dalla musica afroamericana, in particolare dai canti di lavoro, dal blues e dal jazz. Come quelle di Jean Toomer, Zora Neale Hurston, Langston Hughes ed altri autori di colore dell'epoca, le sue opere molto spesso si occupano delle rapporto tra le razze e tra le classi sociali degli Stati Uniti. Era profondamente interessato alla cultura popolare che considerava la più autentica. È considerato un autore che fa parte del movimento della Harlem Renaissance, anche se trascorse la maggior parte della sua vita a Brookland, un sobborgo a nord est di Washington.

## Premi e riconoscimenti
- Nel 1979, il Distretto di Columbia ha dichiarato il 1º maggio, giorno del suo compleanno, Sterling A. Brown Day.[2]
- Il suo Collected Poems vinse il Lenore Marshall Poetry Prize all'inizio degli anni ottanta come miglior libro di poesie pubblicato quell'anno.[3]
- Nel 1984 il Distretto di Columbia lo ha nominato primo poeta laureato, posizione che Brown ha mantenuto fino alla morte.[3]
- I Friends of Libraries USA nel 1997 hanno dichiarato la Founders Hall alla Howard University un monumento letterario, il primo ad ottenere un tale titolo a Washington.[2]

## Opere
- Southern Road, 1932 (poesie)
- Negro Poetry (critica letteraria)
- Drama and The Negro in American Fiction (critica)
- The Negro Caravan, 1941, co-editor with Arthur P. Davis and Ulysses Lee (antologia di letteratura afroamericana)
- The Last Ride of Wild Bill (poesie)
- The Collected Poems of Sterling A. Brown, 1980, Michael S. Harper, ed.